# Anachina (obwód kurski)
Anachina (ros. Анахина) – wieś (ros. деревня, trb. dieriewnia) w zachodniej Rosji, w sielsowiecie czernicynskim rejonu oktiabrskiego w obwodzie kurskim.

## Geografia
Miejscowość położona jest nad Sejmem (lewy dopływ Desny), przy wschodniej granicy centrum administracyjnego sielsowietu (Czernicyno), 2 km na wschód od centrum administracyjnego rejonu (Priamicyno), 11 km na południowy zachód od Kurska, 3,5 km od drogi magistralnej (federalnego znaczenia) M2 «Krym».
We wsi znajdują się ulice: Drużby, Intiernacyonalnaja, Junosti, pierieułok Jużnyj, Narodnaja, Prigorodnaja, Prisiejmskaja, Sołniecznaja, Stiepnaja, Szkolnaja, pierieułok Szkolnyj, Wostocznaja, Zielonaja i Żeleznodorożnaja (510 posesji).
Klimat
Miejscowość, jak i cały rejon, znajduje się w strefie klimatu kontynentalnego z łagodnym ciepłym latem i równomiernie rozłożonymi opadami rocznymi (Dfb w klasyfikacji klimatów Köppena).
|                            | Sty  | Lut  | Mar  | Kwi | Maj  | Cze  | Lip  | Sie  | Wrz  | Paź  | Lis  | Gru  |
| -------------------------- | ---- | ---- | ---- | --- | ---- | ---- | ---- | ---- | ---- | ---- | ---- | ---- |
| Najwyższe temperatury (°C) | -4,2 | -3,2 | 2,7  | 13  | 19,4 | 22,7 | 25,3 | 24,7 | 18,2 | 10,5 | 3,3  | -1,2 |
| Najniższe temperatury (°C) | -8,7 | -8,8 | -4,9 | 2,7 | 9,1  | 13,1 | 15,9 | 14,9 | 9,8  | 3,9  | -1,2 | -5,4 |
| Opady (mm)                 | 51   | 45   | 47   | 50  | 62   | 71   | 73   | 55   | 59   | 59   | 47   | 49   |
| Ilość dni z opadami        | 8    | 8    | 8    | 7   | 8    | 9    | 9    | 6    | 7    | 7    | 7    | 9    |

## Demografia
W 2010 r. wieś zamieszkiwało 1289 osób.